# Helophorus alternatus
Helophorus alternatus är en skalbaggsart som beskrevs av Leconte 1861. Helophorus alternatus ingår i släktet Helophorus och familjen halsrandbaggar. Inga underarter finns listade i Catalogue of Life.